# Frans Xavier

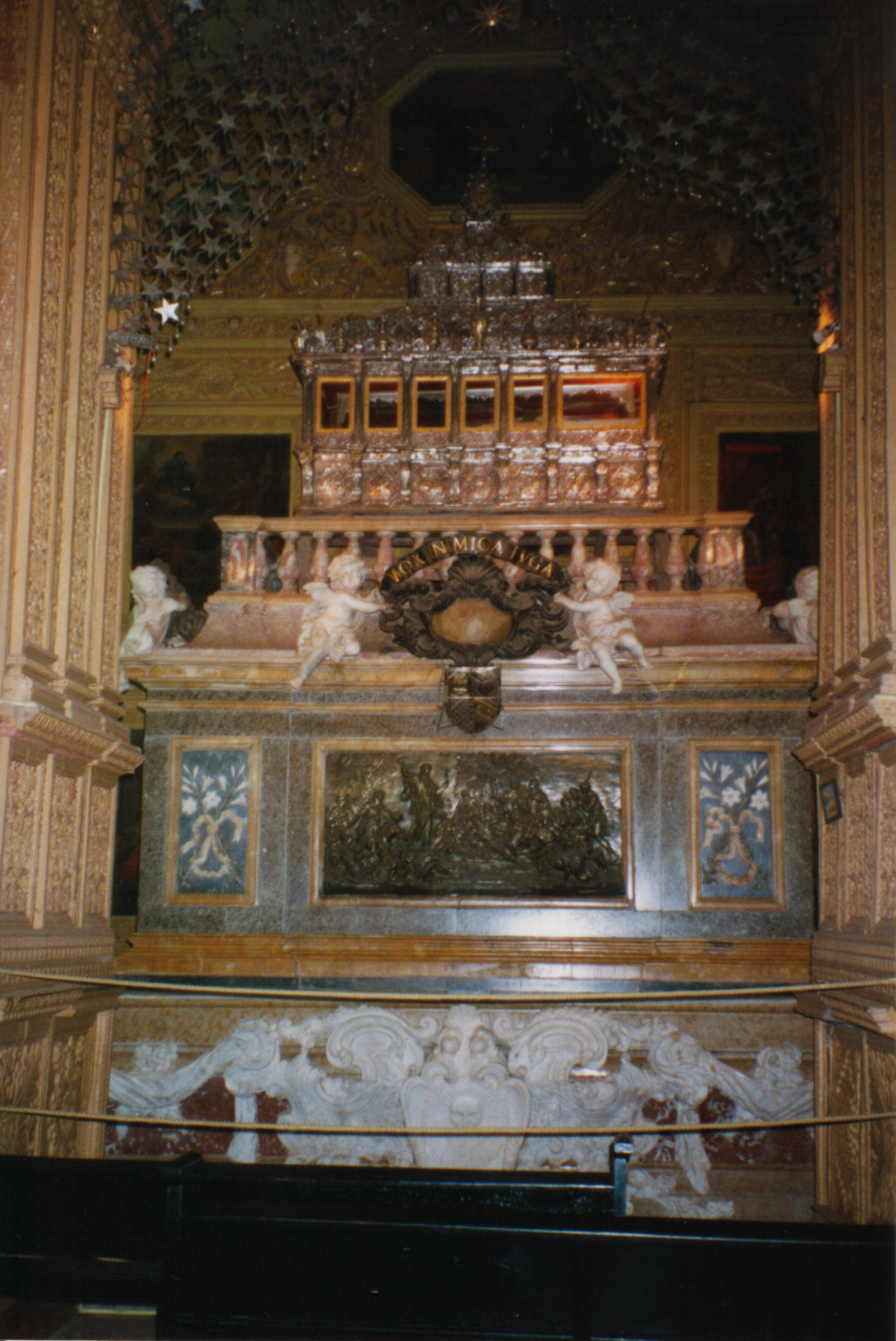
Frans Xaviers reliker i basilikan Bom Jésus i Goa

Frans (spanska Francisco) Xavier, född 7 april 1506 på slottet Xaviera i Javier, Navarra, Spanien, död 3 december 1552 på ön Shangchuandao i provinsen Guangdong, Kina, var en spansk jesuit och missionär i Asien. Frans Xavier vördas som helgon inom Romersk-katolska kyrkan. Hans minnesdag firas den 3 december, tillsammans med Navarras dag som firas till hans ära. Han är skyddshelgon för bland annat missionärer och sjöfarare.

## Biografi
Frans Xavier tillhörde en förnäm baskisk släkt från Navarra och var på mödernet släkt med Navarras kungahus och bourbonerna. Sina studieår tillbringade han i Paris, rumskamrat med Pierre Favre, där mötet med Ignatius Loyola blev den avgörande vändpunkten i dessa bådas liv. Han var en bland de sex vänner till Loyola, som med Loyola 15 augusti 1534 på Montmartre bildade "en studentmissionsförening för muhammedanmission", en tilldragelse som också betecknats som jesuitordens födelsestund. Föreningens plan att arbeta bland Palestinas muslimer kunde dock inte realiseras på grund av det mellan Osmanska Riket och Republiken Venedig 1537 utbrutna kriget, varför Frans Xavier liksom de andra måste ägna sig åt prästerlig verksamhet på Apenninska halvön. 
Redan innan påve Paulus III 1540 stadfäste jesuitorden, blev Frans Xavier av Loyola på uppmaning av den för sitt stora missionsnit kände kung Johan III av Portugal bestämd till missionär i Indien (då en portugisisk besittning) dit han anlände 6 mars 1542. Först verkade han fem månader i Goa, det portugisiska väldets politiska och religiösa medelpunkt. Där lyckades han bland annat åt jesuitorden vinna det då under byggnad varande stora institut, som var avsett att prästutbilda infödda ynglingar från alla de portugisiska kolonierna och som sedan blev jesuiternas högkvarter i Indien. Men så fann han sin egentliga missionsuppgift i sydligaste Indien bland den fattiga pärlfiskarkasten (parawerna), som vänt sig till portugiserna för att få hjälp mot sina mäktiga muslimska grannar. Frans Xaviers verksamhetsfält blev sedan alltjämt bland de undertryckta kasterna - bland de högre vann han aldrig insteg. 
Hans verksamhetsiver var stor, där han vandrade från by till by, med en liten klocka kallande folket samman och – genom tolk – undervisande särskilt de yngre. Hans framgångar betecknades som stora och enligt uppgift lyckades han övertyga tiotusentals människor att byta religion. Åtskilliga motgångar gjorde honom emellertid pessimistisk med avseende på den indiska missionens framtid, varför han 1545 sökte sig ett nytt verksamhetsfält i Indokina. De två korta perioder, som han sedan tillbringade i Indien, ägnade han huvudsakligen åt organisatoriska frågor inom jesuitmissionen. 
På Malacka träffade han en ung japan, Anjiro, som väckte hans intresse för en verksamhet i Japan, dit han begav sig 1549 och där han verkade i 27 månader med ansenlig framgång, tack vare stödet av en del länsfurstar (daimyōr), som av ren oppositionslystnad mot centralregeringen gynnade främmande inflytande. 1551 lämnade han Japan, och efter ett besök i Indien styrde han kosan till ett nytt missionsfält, Kina. Kina var dock ett svårare rike att ta sig in i än Inden och Japan, då Mingkejsaren stängt imperiet för utlänningar. De enda som fick tillträde var speciella ambassader som tilläts inresa för att handla med eftertraktade varor. Xavier lyckades övertyga de portugisiska myndigheterna i Goa om att få ingå i en sådan ambassad, och 1552 seglade han som medlem i denna ambassad till Kina. Då ambassaden gjorde ett uppehåll i Malacka tog han sig vidare på egen hand men misslyckades efter upprepade försök att ta sig in i landet. Den 3 december 1552 dog han utanför Macao i en febersjukdom. Han blev begravd i Goa.
Frans Xaviers kvarlevor vördas i basilikan Bom Jésus i Goa. 1614 fördes helgonets högra underarm till jesuitordens moderkyrka Il Gesù i Rom. Där bevaras den på altaret invigt åt Frans Xavier, beläget i höger tvärskepp.

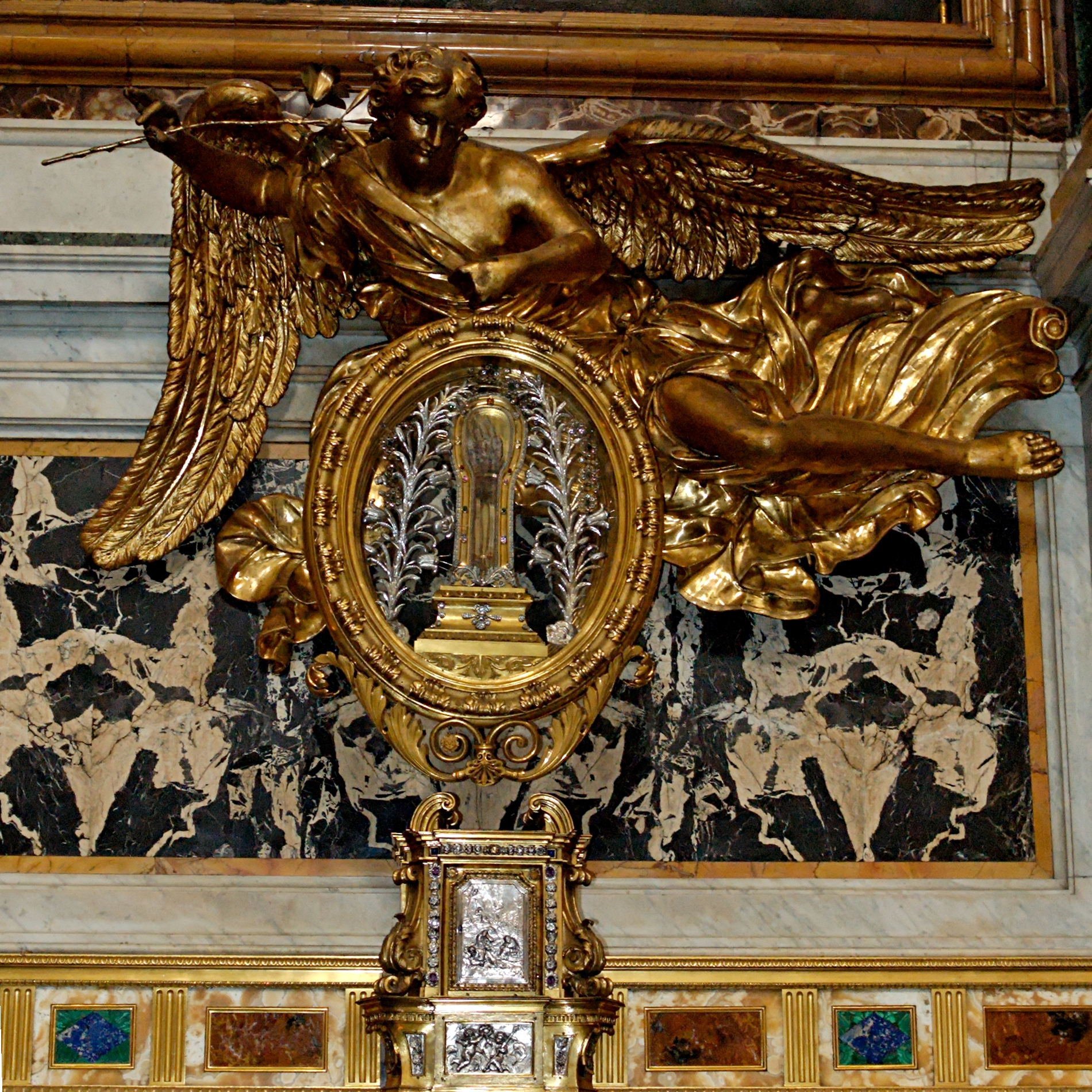
Sankt Frans Xaviers högra underarm Il Gesù, Rom
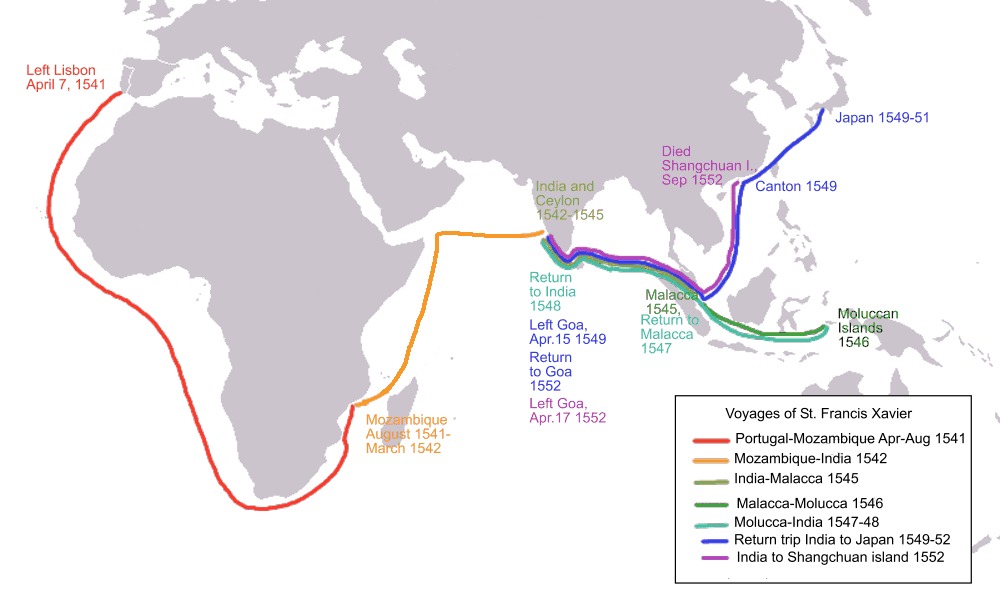
Frans Xaviers resor.